# Изрека
Изрека је израз у облику формуле, метафорички искован облик говора, већином помоћу слика идиоматичког карактера. 
Могу се раздвојити три главне функције:
- Прва је функција претеривања и преувеличавања, при чему се равна са хиперболом (Истерати некога из коже - када се говори о бесу)
- Друга је функција еуфемизма, ублажавања (Кад гавран побели - уместо никад)
- Трећа је свођење једног стања ствари или акције на што мањи број речи (нокат и месо - за нечију зближеност)

У изреку спадају и други облици чврсте, традиционалне форме. Нпр. поређења по сличности - румен као ружа, али и по супротности - љут као овца. Могу садржати и алузије на анегдоте и приче - Прошао као Јанко на Косову. 
У изреке спадају још и тзв. типични народни дублети - с коца и конопца, али и устаљени изрази попут ватрено крштење, слика здравља, потом наводи из страних језика - hic et nunc и конвенционалне фразе - да си ми жив и здрав.